# Campionati italiani invernali di nuoto 2011
I 14. Campionati italiani invernali di nuoto Open si sono svolti a Riccione, tra il 16 e il 17 dicembre 2011. In palio 32 titoli italiani individuali e 4 staffette.
Per la prima volta i campionati italiani sono aperti anche agli atleti stranieri.

## Podi

### Uomini
| Evento               | Oro                                                                                             | Tempo    | Argento                                                                                | Tempo    | Bronzo                                                                                     | Tempo    |
| Stile libero         |                                                                                                 |          |                                                                                        |          |                                                                                            |          |
| 50 m                 | Lucio Spadaro                                                                                   | 22.20    | Luca Dotto                                                                             | 22.37    | George Bovell                                                                              | 22.44    |
| 100 m                | Luca Dotto                                                                                      | 48.78    | Filippo Magnini                                                                        | 48.82    | Sebastiaan Verschuren                                                                      | 49.03    |
| 200 m                | Sebastiaan Verschuren                                                                           | 1'48.20  | Filippo Magnini                                                                        | 1'48.68  | Marco Belotti                                                                              | 1'48.91  |
| 400 m                | Cesare Sciocchetti                                                                              | 3'51.91  | Alex Di Giorgio                                                                        | 3'52.56  | Sebastiaan Verschuren                                                                      | 3'53.09  |
| 1500 m               | Gregorio Paltrinieri                                                                            | 15'04.57 | Rocco Potenza                                                                          | 15'16.46 | Simone Ruffini                                                                             | 15'20.16 |
| Dorso                |                                                                                                 |          |                                                                                        |          |                                                                                            |          |
| 50 m                 | Niccolò Bonacchi                                                                                | 25.61    | Mirco Di Tora                                                                          | 25.74    | Nick Driebergen                                                                            | 25.79    |
| 100 m                | Jérémy Stravius                                                                                 | 54.65    | Nick Driebergen                                                                        | 54.97    | Sebastiano Ranfagni                                                                        | 55.09    |
| 200 m                | Nick Driebergen                                                                                 | 1'59.13  | Sebastiano Ranfagni                                                                    | 1'59.15  | Benjamin Stasiulis                                                                         | 1'59.33  |
| Rana                 |                                                                                                 |          |                                                                                        |          |                                                                                            |          |
| 50 m                 | Fabio Scozzoli                                                                                  | 27.42    | Mattia Pesce                                                                           | 27.62    | Nicolò Ossola                                                                              | 27.92    |
| 100 m                | Fabio Scozzoli                                                                                  | 1'00.54  | Mattia Pesce                                                                           | 1'00.57  | Flavio Bizzarri                                                                            | 1'02.12  |
| 200 m                | Flavio Bizzarri                                                                                 | 2'12.51  | Edoardo Giorgetti                                                                      | 2'13.62  | Luca Pizzini                                                                               | 2'13.65  |
| Delfino              |                                                                                                 |          |                                                                                        |          |                                                                                            |          |
| 50 m                 | Milorad Čavić                                                                                   | 23.94    | Paolo Facchinelli                                                                      | 24.04    | Joeri Verlinden                                                                            | 24.07    |
| 100 m                | Milorad Čavić                                                                                   | 52.10    | Joeri Verlinden                                                                        | 52.43    | Peter Mankoč                                                                               | 53.00    |
| 200 m                | Niccolò Beni                                                                                    | 1'57.86  | Francesco Pavone                                                                       | 1'58.70  | Jordan Coelho                                                                              | 1'58.80  |
| Misti                |                                                                                                 |          |                                                                                        |          |                                                                                            |          |
| 200 m                | Federico Turrini                                                                                | 2'00.58  | Davide Cova                                                                            | 2'01.47  | Luca Angelo Dioli                                                                          | 2'02.08  |
| 400 m                | Luca Marin                                                                                      | 4'17.06  | Federico Turrini                                                                       | 4'18.21  | Matteo Pelizzari                                                                           | 4'22.61  |
| Staffette            |                                                                                                 |          |                                                                                        |          |                                                                                            |          |
| 4x100 m stile libero | Gruppo Sportivo Fiamme Oro Roma A Luca Leonardi Lucio Spadaro Mirco Di Tora Marco Orsi          | 3'19.02  | Larus Nuoto Michele Santucci Thomas Iacobini Marko Macciola Filippo Magnini            | 3'19.15  | Circolo Canottieri Aniene A Lorenzo Benatti Marco Belotti Alex Di Giorgio Damiano Lestingi | 3'20.88  |
| 4x100 m misti        | Gruppo Sportivo Fiamme Oro Roma Mirco Di Tora Mattia Pesce Stefano Mauro Pizzamiglio Marco Orsi | 3'39.48  | Centro Sportivo Esercito Federico Turrini Fabio Scozzoli Niccolò Beni Federico Bocchia | 3'40.67  | Gruppo Sportivo Forestale Matteo Giordano Flavio Bizzarri Luca Angelo Dioli Luca Dotto     | 3'42.19  |

### Donne
| Evento               | Oro                                                                                      | Tempo   | Argento                                                                                    | Tempo   | Bronzo                                                                               | Tempo   |
| Stile libero         |                                                                                          |         |                                                                                            |         |                                                                                      |         |
| 50 m                 | Triin Aljand                                                                             | 25.34   | Erica Buratto                                                                              | 25.70   | Miroslava Najdanovski                                                                | 25.80   |
| 100 m                | Erica Buratto                                                                            | 55.92   | Erika Ferraioli                                                                            | 56.01   | Alice Mizzau                                                                         | 56.06   |
| 200 m                | Federica Pellegrini                                                                      | 1'56.79 | Ophelie Etienne                                                                            | 1'59.67 | Alice Nesti                                                                          | 2'00.32 |
| 400 m                | Federica Pellegrini                                                                      | 4'08.50 | Ophelie Etienne                                                                            | 4'12.42 | Martina De Memme                                                                     | 4'12.55 |
| 800 m                | Rachele Bruni                                                                            | 8'37.77 | Martina Rita Caramignoli                                                                   | 8'38.98 | Martina De Memme                                                                     | 8'40.18 |
| Dorso                |                                                                                          |         |                                                                                            |         |                                                                                      |         |
| 50 m                 | Elena Gemo                                                                               | 28.60   | Arianna Barbieri                                                                           | 29.04   | Carlotta Zofkova                                                                     | 29.17   |
| 100 m                | Elena Gemo                                                                               | 1'01.05 | Carlotta Zofkova                                                                           | 1'01.52 | Arianna Barbieri                                                                     | 1'01.75 |
| 200 m                | Elena Gemo                                                                               | 2'13.21 | Roberta Ioppi                                                                              | 2'15.11 | Federica Sorriso                                                                     | 2'15.27 |
| Rana                 |                                                                                          |         |                                                                                            |         |                                                                                      |         |
| 50 m                 | Chiara Boggiatto                                                                         | 32.37   | Ilaria Scarcella                                                                           | 32.56   | Michela Guzzetti                                                                     | 32.60   |
| 100 m                | Chiara Boggiatto                                                                         | 1'09.53 | Michela Guzzetti                                                                           | 1'09.58 | Ilaria Scarcella                                                                     | 1'10.36 |
| 200 m                | Michela Guzzetti                                                                         | 2'28.96 | Chiara Boggiatto                                                                           | 2'30.03 | Carlotta Toni Giulia De Ascentis                                                     | 2'30.82 |
| Delfino              |                                                                                          |         |                                                                                            |         |                                                                                      |         |
| 50 m                 | Silvia Di Pietro                                                                         | 26.88   | Elena Di Liddo                                                                             | 26.97   | Ilaria Bianchi                                                                       | 27.31   |
| 100 m                | Elena Di Liddo                                                                           | 58.66   | Ilaria Bianchi                                                                             | 58.85   | Silvia Di Pietro                                                                     | 1'00.30 |
| 200 m                | Alessia Polieri                                                                          | 2'11.54 | Emanuela Albenzi                                                                           | 2'12.85 | Stefania Pirozzi                                                                     | 2'12.92 |
| Misti                |                                                                                          |         |                                                                                            |         |                                                                                      |         |
| 200 m                | Stefania Pirozzi                                                                         | 2'15.60 | Alessia Polieri                                                                            | 2'17.94 | Marussia Pietrocola                                                                  | 2'18.46 |
| 400 m                | Stefania Pirozzi                                                                         | 4'47.26 | Susanna Negri                                                                              | 4'50.29 | Alessia Polieri                                                                      | 4'53.62 |
| Staffette            |                                                                                          |         |                                                                                            |         |                                                                                      |         |
| 4x100 m stile libero | Circolo Canottieri Aniene Gigliola Tecchio Elena Di Liddo Elena Gemo Federica Pellegrini | 3'45.27 | Centro Sportivo Esercito Laura Letrari Silvia Florio Alice Nesti Erika Ferraioli           | 3'45.71 | Plain Team Veneto Aglaia Pezzato Silvia Copetta Giada Trentin Kelly Novello          | 3'48.28 |
| 4x100 m misti        | Circolo Canottieri Aniene Elena Gemo Ombretta Plos Elena Di Liddo Federica Pellegrini    | 1'51.06 | Centro Sportivo Esercito Valentina De Nardi Chiara Boggiatto Laura Letrari Erika Ferraioli | 1'51.41 | Rane Rosse Aqvasport Elisa Apostoli Michela Guzzetti Ludovica Leoni Valentina Lobbia | 1'53.45 |